# Томаш Галас
Томаш Галас (словац. Tomáš Halász; нар. 25 травня 1990, м. Кошиці, ЧССР) — словацький хокеїст, воротар. Виступає за ХК «Кошице» у Словацькій Екстралізі.
Вихованець хокейної школи ХК «Кошиці». Виступав за цей клуб, також ХК «46 Бардейов».
У складі молодіжної збірної Словаччини — учасник чемпіонату світу 2010, у складі юніорської збірної Словаччини — чемпіонату світу 2008.
Чемпіон Словаччини (2010, 2011).